# FIRE DROPS
『FIRE DROPS』（ファイアー・ドロップス）は、日本のロックバンドであるRED WARRIORSの5枚目のオリジナル・アルバム。
1997年3月21日にポニーキャニオンからリリースされた。1989年に解散を表明したRED WARRIORSの再結成後初となるアルバムであり、前作『Swingin' Daze』（1989年）からおよそ8年ぶりの作品となった。作詞および作曲はダイアモンド☆ユカイおよび木暮武彦が担当し、プロデューサーはRED WARRIORS名義となっている。
1996年にオリジナル・メンバーのうち3人が再集合しRED WARRIORSが再結成され、11月12日に日本武道館において一日だけの再結成コンサートが行われた。ドラムス担当は小沼達也に代わり向山テツがサポート・メンバーとして参加している。本作からは先行シングルとして「ONE WAY DRIVER」および「SAIL AWAY -真黒な空へ-」がリリースされた。
本作はオリコンアルバムチャートにおいて最高位第12位となった。本作の売り上げが振るわなかったことなどが影響し、モチベーションを維持できなかったことからRED WARRIORSは再び解散することになったため、ポニーキャニオンからリリースした唯一のアルバムとなった。

## 背景
3枚目のアルバム『KING'S』（1988年）を受けたコンサートツアー「KING'S ROCK'N'ROLL SHOW」を行ったRED WARRIROSであったが、ダイアモンド☆ユカイは「俺たちにとっちゃ、首までつかった泥沼のはじまりだった」として、同時期に解散の準備を始めることになったと述べている。その理由としてユカイはツアー本数の多さを挙げ、また様々な業務を自身で行わなくなっていたことや演奏ミスがあってもライブは盛況であったことなどを踏まえて、「音楽のことなんて、ぜーんぜん考えなかった。なんの目標もないままの……ひでえ時期だったよ」と後にユカイは述懐している。また自ら作り上げたRED WARRIORSというバンドがブランド化していた時期でもあり、バンドの扱い方が分からなくなっていたこともユカイは原因として挙げている。この時期に木暮武彦はアメリカ合衆国での活動を希望する発言を行い、RED WARRIORSの活動をアメリカ国内においてアマチュア、日本ではプロとして活動するという提案を行ったが、メンバーからの賛同を得られずユカイは「もうバンドは解散した方がいいよ」と告げる事態となった。4枚目のアルバム『Swingin' Daze』（1989年）リリース後、同年10月30日および31日に日本武道館で行われたコンサート「FINAL SESSION」を以ってRED WARRIORSとしての活動は終了することとなった。
解散後メンバーはそれぞれの活動を行っていたが、デビュー以前からの知り合いであるイベンターなどからはRED WARRIORSの再結成を度々切望されていた。順調にソロ活動を行っていたユカイは何事にも自信があった時期であったため、日比谷野外音楽堂でのソロライブにおいてRED WARRIORSの再結成と日本武道館公演の予定を発表、ライブチケットは発売後に即完売となった。1996年11月12日の日本武道館公演にて再結成を果たしたRED WARRIORSであったが、ユカイによればソロ活動とはまったく勝手が異なっていたために思っていた通りにはならなかったという。アメリカ合衆国から帰国した木暮は以前とは異なり「絶対的な司令塔」ではなくなっており、また小川清史はソロ活動が円滑に進まず荒れている様子であったとユカイは述べている。バンドとして一つになり切れないまま当日を迎えたユカイは、ステージ上で火のついたタバコを投げつける行為や役人を罵倒する発言などを行い、スタッフや開催者から総スカンにされただけでなく、日本武道館側の役所の者たちからも反感を買ったために同館への出入り禁止を言い渡された上で始末書を書かされ、さらにメンバーからも「やりすぎだ」と非難される事態となった。

## リリース、チャート成績
本作は1997年3月21日にポニーキャニオンからCDにてリリースされた。本作からは前年11月21日に「ONE WAY DRIVER」、同年3月5日に「SAIL AWAY -真黒な空へ-」が先行シングルとしてシングルカットされた。本作はオリコンアルバムチャートにて最高位第12位の登場週数4回で、売り上げ枚数は4.4万枚となった。
この時期のRED WARRIORSはメンバーそれぞれの思惑が合致せず、また周囲の期待度の高さについていけていなかったと後にユカイは述べている。また本作が想定よりも売上が低かったこともあり、モチベーションが維持できず再び解散することとなった。解散後に再びソロ活動を開始したユカイであったが、まだ契約が残っていたポニーキャニオン側からソロでのベスト・アルバムの制作を提案され、ユカイの希望によりバラード・ベスト『Le Cinema』（1997年）をリリースすることとなった。
本作は2017年3月1日]に、1996年11月12日の日本武道館公演にて演奏された「The Day After」をボーナス・トラックとして収録した上で再リリースされた。

## 批評
| 専門評論家によるレビュー | 専門評論家によるレビュー |
| レビュー・スコア         | レビュー・スコア         |
| 出典                     | 評価                     |
| ------------------------ | ------------------------ |
| CDジャーナル             | 肯定的                   |

音楽情報サイト『CDジャーナル』では、それぞれの楽器の音に重みがあるものの「過去のキャリアに頼ってどっしりしている感覚はない」と指摘したほかに、ユカイのボーカルに関して「最高の資質を持っている」と絶賛した。また2017年の再リリース盤においても、ギターに関して「20年前とは思えぬグルーヴ感を放つ重厚」なサウンドであると指摘したほか、ユカイのボーカルに関しては「そのサウンドに不可欠なクールで艶やかなヴォーカルが際立っている」として称賛した。

## 収録曲
- CD付属の歌詞カードに記載されたクレジットを参照[14]。また、最終曲の後半部分に隠しトラックが収録されている。

| #         | タイトル                     | 作詞                          | 作曲                | 編曲         | 時間  |
| --------- | ---------------------------- | ----------------------------- | ------------------- | ------------ | ----- |
| 1.        | 「熱病」                     | 木暮武彦                      | 木暮武彦            | RED WARRIORS | 7:43  |
| 2.        | 「ONE WAY DRIVER」           | 木暮武彦                      | 木暮武彦            | RED WARRIORS | 4:54  |
| 3.        | 「EASY COME, EASY GO」       | ダイアモンド☆ユカイ           | 木暮武彦            | RED WARRIORS | 5:22  |
| 4.        | 「銀河のマシンヘッド」       | ダイアモンド☆ユカイ           | 木暮武彦            | RED WARRIORS | 3:47  |
| 5.        | 「SAIL AWAY -真黒な空へ-」   | 木暮武彦                      | 木暮武彦            | RED WARRIORS | 5:06  |
| 6.        | 「ラストソング」             | ダイアモンド☆ユカイ、古賀勝哉 | ダイアモンド☆ユカイ | RED WARRIORS | 5:33  |
| 7.        | 「夢を見たのさ」             | 木暮武彦                      | 木暮武彦            | RED WARRIORS | 4:41  |
| 8.        | 「快楽のダンス」             | ダイアモンド☆ユカイ           | ダイアモンド☆ユカイ | RED WARRIORS | 3:57  |
| 9.        | 「たったひとつのLove Song 」 | ダイアモンド☆ユカイ           | 木暮武彦            | RED WARRIORS | 4:40  |
| 10.       | 「DAY AFTER DAY 」           | 木暮武彦                      | 木暮武彦            | RED WARRIORS | 10:33 |
| 合計時間: | 合計時間:                    | 合計時間:                     | 合計時間:           | 合計時間:    | 56:16 |

| #   | タイトル                                              | 作詞                | 作曲     | 編曲         | 時間 |
| --- | ----------------------------------------------------- | ------------------- | -------- | ------------ | ---- |
| 11. | 「The Day After」(1996年11月12日日本武道館ライヴより) | ダイアモンド☆ユカイ | 木暮武彦 | RED WARRIORS | 5:03 |

## スタッフ・クレジット

### RED WARRIORS
- ダイアモンド☆ユカイ（田所豊） – ボーカル、コーラス、ハーモニカ
- 木暮 "SHAKE" 武彦 – ギター、コーラス
- 小川清史 – ベース、コーラス

### 参加ミュージシャン
- 向山テツ – ドラムス
- 難波弘之 – キーボード

| - RED WARRIORS – プロデューサー - 永野 "KAZUNI" 治 (MOBY DICK) – コ・プロデューサー、インストゥルメント・テクニシャン - 山口州治（デルタスタジオ） – レコーディング・エンジニア、ミキシング・エンジニア - 松本大英（デルタスタジオ） – レコーディング・エンジニア - 梅津達男（デルタスタジオ） – レコーディング・エンジニア - 中尾一彦（デルタスタジオ） – レコーディング・エンジニア - 三浦健介（バーニッシュストーンスタジオ） – アシスタント・エンジニア - 松本浩昭（スタジオワンヴォイス） – アシスタント・エンジニア - 玉井玄太（スタジオジャイヴ） – アシスタント・エンジニア - 田中三一（ソニー・ミュージックエンタテインメント） – マスタリング・エンジニア - 梅崎俊春 (TOP) – コンピュータプログラミング - 川崎嘉之 (MOBY DICK) – ギター、ベース・インストゥルメント・テクニシャン - 樋口伸一 (MOBY DICK) – ギター、ベース・インストゥルメント・テクニシャン - たかはしひでとし (MOBY DICK) – ギター、ベース・インストゥルメント・テクニシャン - とみながてるみつ (MOBY DICK) – ギター、ベース・インストゥルメント・テクニシャン - 後藤晃 – ドラムス・テクニシャン - 林秀幸（クールコーポレーション） – キーボード・テクニシャン - ふじもりしょうじ（クールコーポレーション） – キーボード・テクニシャン - 池田正義（ポニーキャニオン） – A&Rディレクター - 田中勤郎（ソニー・ミュージックコミュニケーションズ） – アートディレクター、デザイナー - 内田昭二 – 写真撮影 - まきのあみ – ヘアー・メイク - 米村弘光 – 小川清史専属スタイリスト - 安田英人（ソニー・ミュージックコミュニケーションズ） – デジタル・エフェクト - たけなかまさひろ（ソニー・ミュージックコミュニケーションズ） – アート・コーディネーター - 小熊郁代（ポニーキャニオン） – アート・コーディネーター | - 原孝弘 (COMES ALIVE!) – アーティスト・マネージャー - しょうじみのる (SHOW'Z HOUSE) – アーティスト・マネージャー - くつみさとし (YUKAI OFFICE) – アーティスト・マネージャー - まついみさこ (SHOW'Z HOUSE) – マネージメント・デスク - 下澤典子 (YUKAI OFFICE) – マネージメント・デスク - なかむらまさのり (FAITH A&R) – ディスク・プロモーター - 福田悦子 (FAITH) – ディスク・プロモーター - 上田広志（ポニーキャニオン） – ディスク・プロモーター - 平見倫子（ポニーキャニオン） – ディスク・プロモーター - 戸村昌一（ポニーキャニオン） – セールス・プロモーター - 杉本圭司（バックステージプロジェクト） – スーパーバイザー - 小見山將昭 (HITS VILLE) – スーパーバイザー - 国吉静治（ポニーキャニオン） – エグゼクティブ・プロデューサー - 田村克也 (FAITH A&R) – エグゼクティブ・プロデューサー - ビル・ローレンス – スペシャル・サンクス - モーリス楽器製造 – スペシャル・サンクス - パイステ – スペシャル・サンクス - PGM – スペシャル・サンクス - TAMA – スペシャル・サンクス - ダダリオ – スペシャル・サンクス |

## チャート
| チャート         | 最高順位 | 登場週数 | 売上数  | 出典  |
| ---------------- | -------- | -------- | ------- | ----- |
| 日本（オリコン） | 12位     | 4回      | 4.4万枚 | [ 2 ] |

## リリース日一覧
| No. | リリース日    | レーベル         | 規格   | カタログ番号 | 備考                   | 出典          |
| --- | ------------- | ---------------- | ------ | ------------ | ---------------------- | ------------- |
| 1   | 1997年3月21日 | ポニーキャニオン | CD     | PCCA-01093   |                        | [ 12 ] [ 1 ]  |
| 2   | 2017年3月1日  | ポニーキャニオン | CD     | PCCA-04472   |                        | [ 13 ] [ 15 ] |
| 3   | 2017年3月1日  | ポニーキャニオン | AAC-LC | -            | デジタル・ダウンロード | [ 16 ]        |